# ولسوالی شیرین‌تگاب
ولسوالی شیرین‌تگاب یکی از ۱۴ ولسوالی ولایت فاریاب، به مرکزیت شهر شیرین تگاب در شمال غربی افغانستان است. شیرین‌تگاب از ولسوالی‌های درجه اول ولایت فاریاب بوده، پهناوری آن ۳۵۰۰ کیلومتر مربع است و با ۹۳٬۶۷۹ نفر جمعیت در سال ۱۳۹۹، چهارمین ولسوالی پر جمعیت ولایت فاریاب می‌باشد که ۴۰ درصد را ترکمن‌ها، ۴۰ درصد را ازبک‌ها، ۱۰ درصد را تاجیک‌ها و ۱۰ درصد را پشتون‌ها تشکیل می‌دهند.
ولسوالی شیرین‌تگاب از شمال با ولسوالی دولت‌آباد، از جنوب با ولسوالی‌های خواجه سبزپوش ولی و پشتون‌کوت، از شرق با ولایت جوزجان، از غرب با ترکمنستان و از جنوب غرب با ولسوالی المار محدود می‌باشد.